# Luca Dalmonte
Luca Dalmonte (Imola, 3 ottobre 1963) è un allenatore di pallacanestro italiano.

## Carriera

### Club
Nel 1983 entra nello staff del Basket Rimini ricoprendo prima il ruolo di assistente di Pasini poi quello di vice di Dado Lombardi. Dal 1987 per due stagioni è il capo allenatore della Virtus Imola in Serie B1. Nel 1989 è nuovamente vice di Pasini, questa volta al Basket Brescia in A2 dove resta anche l'anno seguente, quando a dicembre viene lanciato alla guida della squadra in sostituzione di Riccardo Sales.
Dopo una stagione da responsabile delle giovanili della Libertas Forlì, passa alla Fortitudo Bologna: qui rimane nelle vesti di vice dal 1993 al 1997. Durante questo periodo, dopo l'esonero di Scariolo avvenuto nel novembre 1996, Dalmonte esordisce da capo allenatore in A1 vincendo il derby cittadino contro la Virtus nell'unica partita condotta nelle vesti di primo allenatore. In seguito torna a svolgere il compito di vice, rispettivamente di Bianchini e Skansi.
Nel 1998-99 diventa allenatore della Mens Sana Siena, ma viene esonerato all'inizio del mese di gennaio. Dall'estate seguente assume la guida tecnica di Avellino, portando la squadra dalla A2 alla A1 al primo anno. Dopo tre stagioni trascorse in terra irpina, torna in seconda serie firmando con la Reggio Emilia (promozione sfumata all'ultima partita delle finali play-off) per poi passare un anno dopo al Roseto Basket in Serie A.
Scende invece in Legadue nel 2004-2005, quando allena per due stagioni il Basket Club Ferrara: nel corso del suo secondo anno, la sua formazione estense rimane in corsa per la promozione diretta fino alla penultima giornata. Dalmonte torna stabilmente in Serie A a partire dall'annata successiva quando è di scena a Teramo, ma viene esonerato dopo 18 gare. Dal 2007 al 2009 allena per un biennio la Pallacanestro Cantù, mentre a partire dal 2009 siede sulla panchina della Victoria Libertas Pesaro.
Passa poi ai turchi del Fenerbahçe Ülker in qualità di assistente del capo allenatore Simone Pianigiani. Dal 4 luglio 2013 ricopre l'incarico di allenatore della Pallacanestro Virtus Roma.
Nel novembre 2016 assume la guida tecnica della Scaligera Basket Verona in Serie A2, con la quale raggiunge i play-off. Nel dicembre 2019 viene sollevato dall'incarico.
Il 7 dicembre 2020 viene ingaggiato dalla Fortitudo Bologna, ultima in classifica in Serie A, al posto dell'esonerato Romeo Sacchetti. Riesce a portare la squadra alla salvezza (12º posto in classifica finale). Non trova però l'accordo con la società per la stagione successiva.
Nel marzo 2022 inizia la sua seconda parentesi all'estero diventando capo allenatore dei tedeschi degli Skyliners Francoforte, squadra che al momento del suo arrivo era ultima in classifica e che ha finito poi per chiudere penultima.
In vista della stagione 2022-2023 fa nuovamente ritorno sulla panchina della Fortitudo Bologna, squadra che nel frattempo era retrocessa in Serie A2. La squadra biancoblu chiude la fase ad orologio con un 12º posto complessivo. Il 9 maggio 2023, cinque giorni prima della prima gara dei play-off, Dalmonte viene esonerato.
Dalmonte inizia la stagione 2024-2025 in Serie A2 alla guida del Nardò Basket, ma viene esonerato dalla dirigenza pugliese il 17 dicembre, con la squadra in zona play-out e un bilancio di 5 vittorie e 11 sconfitte.

### Nazionale
Oltre al rapporto lavorativo con la squadra di club, Dalmonte è stato dal 2010 al 2016 anche il vice (di Pianigiani prima e Messina poi) della Nazionale italiana.

## Palmarès
- Coppa di Turchia: 1
Fenerbahçe Ülker: 2013
- Miglior allenatore del Campionato di Legadue: 1
Ferrara: 2005-06